# Substitut osseux implantable
Les substituts osseux implantables cherchent à remplir un rôle de support pour permettre l’induction d’une néoformation osseuse afin d’obtenir un rétablissement complet de la morphologie et de la fonction du squelette original après une perte de substance ou d’unité que l’os natif n’arrive pas à réparer. Ce qu’il est important de noter est que les substituts osseux sont utilisés lorsque le processus naturel d'auto réparation de l’os, à lui seul, n’est pas en mesure d’apporter une régénération et une consolidation optimales.
Les domaines médicaux dans lesquels les substituts osseux sont utilisés sont nombreux : ils peuvent être utilisés en chirurgie cranio maxillo faciale, en chirurgie dentaire, en chirurgie vertébrale et plus généralement en chirurgie orthopédique.

## Exemples d'applications des substituts osseux
Pour donner quelques exemples d’application de ces substituts, nous pouvons nous intéresser à certaines pathologies dans le traitement desquelles un chirurgien peut y avoir recours. 
Dans le cas de l’ostéoporose, maladie osseuse liée à une diminution de la densité et à des modifications micro-architecturales de l’os le rendant plus fragile et augmentant le risque de fracture, les substituts osseux peuvent être utilisés pour consolider l’os dont la faible résistance devient dangereuse, ou pour soigner et réparer si la fracture a déjà eu lieu. 
Ils peuvent aussi être utilisés dans le cas d’exérèse de pièces osseuses par exemple à la suite d'une tumeur, un kyste, un foyer infectieux, pour combler l’espace laissé vide par le chirurgien. 
Les substituts osseux ont aussi de nombreuses autres applications comme la consolidation à la suite de complications de fracture si les fragments osseux ne se solidarisent pas et la fusion de corps vertébraux dans des cas de dégénérescence discale chronique.
Il n’existe pas de dimensions minimales/maximales pour lesquelles les substituts osseux sont utilisés. En effet, le traitement apporté dépendra de multiples facteurs (variabilité des capacités d’autoréparation interindividuelle, âge du patient, os touché …), néanmoins, il est admis qu’une taille critique de défaut (définie comme la taille minimale à partir de laquelle l’os ne sera pas capable de s’autoréparer) est souvent de 2 à 2,5 fois le diamètre de l’os touché.
La réponse et le traitement qui vont être apportés aux pertes de substance osseuse vont dépendre de divers éléments : il faut prendre en compte à la fois l’origine de la perte de substance (traumatique, tumorale,...), sa dimension (étendue et profondeur), mais aussi les impératifs mécaniques qu’il faut rétablir. Il faut alors apporter une réponse spécifique suivant quel os a été touché, à quel endroit, et selon la qualité de l’os environnant par exemple.

## Les différents types de substituts osseux
Les trois grandes catégories sont les substituts biologiques, les substituts synthétiques et les substituts composites.
La première catégorie regroupe les substituts d’origine animale tels que les xénogreffes, les substituts d’origine humaine tels que les autogreffes ou les allogreffes; mais aussi les substituts issus de produits cellulaires tels que des substituts allologues, les substituts dopés aux facteurs de croissance ou réalisés à partir de cellules souches. 
Les autogreffes sont la procédure de référence en matière de reconstruction osseuse,.
Les prélèvements sur le patient pour ces greffes sont réalisés à des endroits où une perte osseuse n’est pas endommageante comme la crête iliaque de la hanche, la côte ou encore des endroits où la réparation osseuse est particulièrement efficace tels que le péroné. Les xénogreffes et les substituts allologues sont réalisés à partir de matrice osseuse déminéralisée, traitée et lyophilisée.
Les substituts synthétiques comprennent une grande catégorie appelée les céramiques dont les substituts se composent principalement  de calcium : les sulfates de calcium, les phosphates de calcium tels que l'hydroxyapatite et les ciments, et les bioverres. Ces derniers sont composés d’un mélange de différents minéraux (silicium, calcium, sodium et phosphore) tandis que les phosphate de calcium ont une structure minérale identique à celle de l’os. Ce sont pour cela les substituts synthétiques les plus utilisés.
La dernière catégorie est celle des substituts osseux composites. Les composites comprennent une partie synthétique issue des céramiques et une partie biologique (par exemple une matrice de collagène animal). Ces substituts sont ceux qui se rapprochent le plus de la structure naturelle de l’os en comprenant une partie minérale et biologique. Cela permet de combiner les propriétés d’« échafaudage » des céramiques avec des éléments biologiques stimulant la prolifération et la différenciation cellulaire pour la reconstruction osseuse.

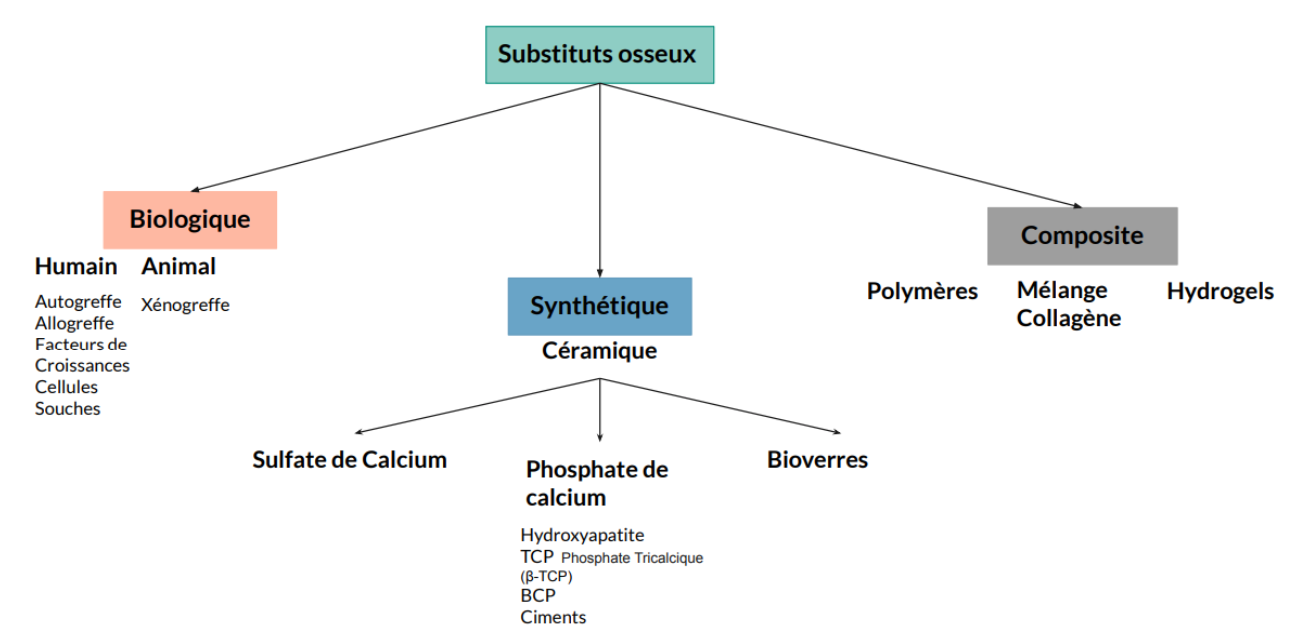
Classification des substituts osseux

La catégorisation par origine et composition n’est pas la seule catégorisation possible. Les substituts osseux peuvent être différenciés selon leur forme ou leurs propriétés mécaniques :
- Forme anatomique concerne les remplacements d’os ou extrémité d’os
- Forme géométrique : cylindres, coins, etc.  La matrice est réalisée sur une mousse de la forme géométrique voulues puis celle ci est brûlée pour obtenir la forme contraire avec la porosité choisie
- Granulé ou poudre, concerne les substituts allologues mais aussi les céramiques. Les poudres sont souvent associées avec un fluide corporel : sang, moelle osseuse avant d’être insérées dans le corps.
- Forme malléable : une matrice minérale peut être rendue plus souple une fois mouillée et s’insérer exactement dans le défaut à combler.
- Forme injectable permettent une chirurgie moins invasive et un remplissage optimal des défauts.

Ainsi le choix du substitut osseux est réalisé selon le volume osseux nécessaire, les propriétés du matériau (temps de durcissement, propriétés mécaniques, résorbabilité, ostéoconduction, induction…), sa manipulabilité (injectabilité, malléabilité, opacité) et le stock disponible. Il existe donc une multitude de substituts osseux différents pour répondre à ces critères.